# Raymond Lebègue

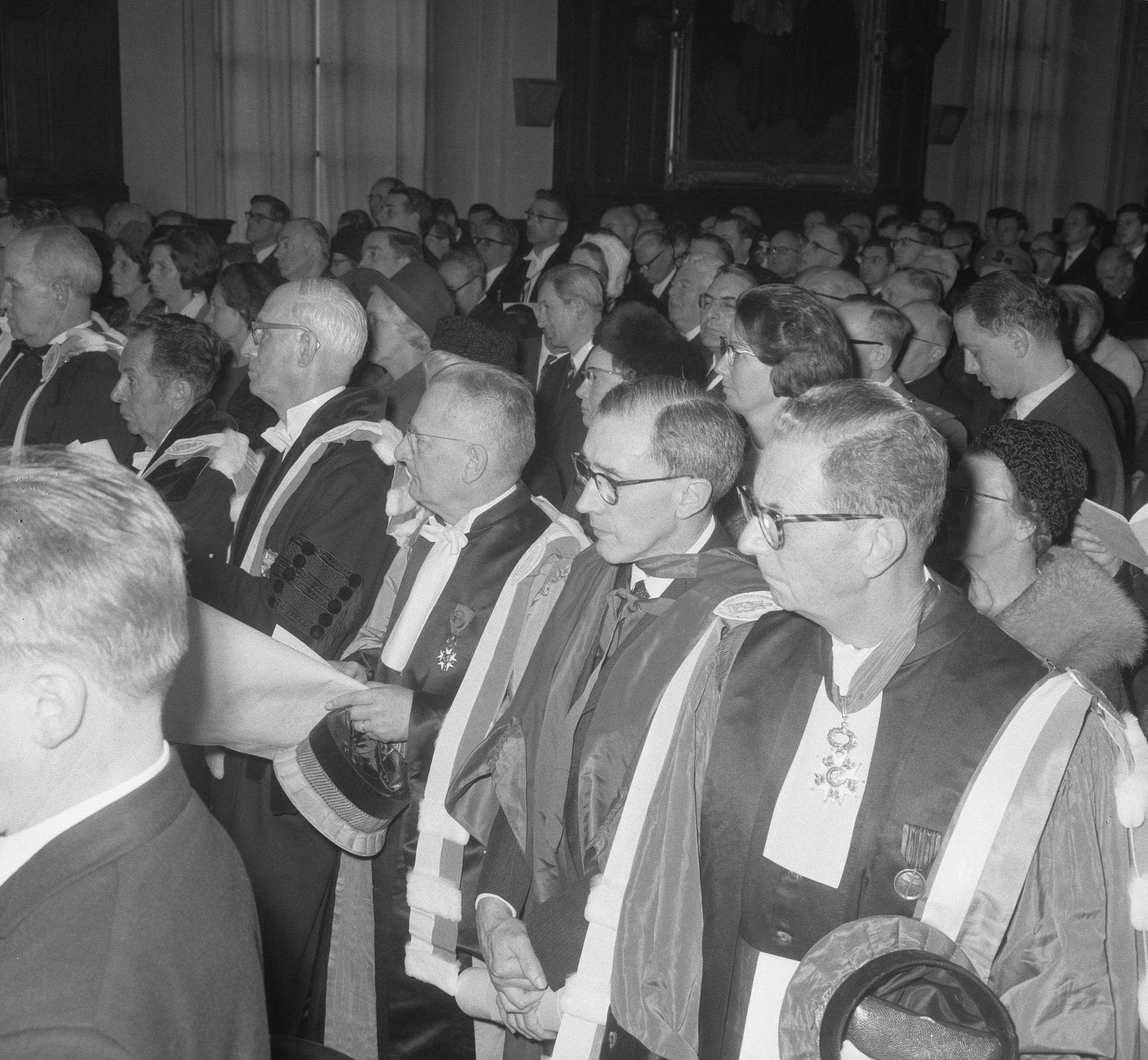
Lebegue in Löwen (1966)

Raymond Lebègue (* 16. September 1895 in Paris; † 21. November 1984 ebenda) war ein französischer Romanist und Literaturwissenschaftler.

## Leben und Werk
Lebègue bestand 1919 die Agrégation und war Gymnasiallehrer in Brest und Clermont-Ferrand. Von 1923 bis 1941 lehrte er an der Universität Rennes. 1929 habilitierte er sich mit den beiden Thèses La tragédie religieuse en France. Les débuts 1514–1573 (Paris 1929) und Le Mystère des Actes des Apôtres. Contribution à l’étude de l’humanisme et du protestantisme français au XVIe siècle (Paris 1929). Von 1941 bis 1965 war er Ordinarius für französische Literatur an der Sorbonne. Ab 1955 war er Mitglied der Académie des inscriptions et belles-lettres. 1959 gründete er mit Jacques Scherer das Institut d’Etudes théâtrales (IET). Er war Ehrendoktor der Universität Löwen.

Raymond Lebègue war der Sohn des Gräzisten und Paläographen Henri Lebègue (1856–1938).

## Weitere Werke
- (Hrsg.) Stendhal, Armance ou quelques scènes d’un salon de Paris en 1827, Paris 1925, Genf/Paris 1986 (Vorwort von André Gide)
- La Tragédie française de la Renaissance, Brüssel 1944, 1954
- La Poésie française de 1560 à 1630. De Ronsard à Malherbe. Malherbe et son temps, 2 Bde., Paris 1945–1947, 1951
- (Hrsg.) Robert Garnier, Œuvres complètes, Paris 1949ff
- Ronsard. L’homme et l’œuvre, Paris 1950, 4. Auflage 1966
- (Hrsg. mit René Fromilhague) Malherbe, Oeuvres poétiques, Paris 1968
- Le théâtre comique en France de «Pathelin» à «Mélite», Paris 1972
- (Hrsg.) Peiresc, Lettres à Malherbe 1606–1628, Paris 1976
- Études sur le théâtre français, 2 Bde., Paris 1977–1978
- Aspects de Chateaubriand. Vie, voyage en Amérique, œuvres, Paris 1979